# M6 (Armenien)
Die M6 (armenisch Մ 6) ist eine Hauptstraße im Norden Armeniens. Sie verbindet Wanadsor und Bagrataschen an der Grenze zu Georgien.

## Geschichte
Die M6 war früher Teil der Straße zwischen Wanadsor und Tiflis, die aber nicht sehr gut ausgebaut ist. Die Grenzanlagen zu Georgien sind teilweise modernisiert worden.

## Orte an der Straße
- Wanadsor
- Alawerdi
- Bagratashen